# Briceño (Boyacá)
Pour les articles homonymes, voir Briceño.
Briceño est une municipalité située dans le département de Boyacá, en Colombie.